# The Peel Sessions (album The Slits)
The Peel Sessions – EPka brytyjskiej grupy The Slits, wydana pierwotnie w 1987 przez wytwórnię Strange Fruit. Reedycja płyty z 2008 została uzupełniona 6 dodatkowymi utworami.

## Lista utworów
1. "Love Und Romance" (Albertine/Forster/McLardy/Pollitt) – 2:28
2. "Vindictive" (Albertine/Forster/McLardy/Pollitt) – 2:17
3. "New Town" (Albertine/Forster/McLardy/Pollitt) – 3:31
4. "Shoplifting" (Albertine/Forster/McLardy/Pollitt) – 1:31

CD (2008):
1. "Instant Hit" (Albertine/Forster/McLardy/Pollitt) – 2:32
2. "FM" (Albertine/Forster/McLardy/Pollitt) – 3:32
3. "Difficult Fun" (Albertine/Forster/Pollitt) – 5:42
4. "In The Beginning" (Albertine/Forster/Pollitt) – 11:03
5. "Earthbeat / Wedding Song" (Albertine/Forster/Pollitt) – 8:31

- Utwory (1–4) nagrano 19 września 1977
- Utwory (5–7) nagrano 17 kwietnia 1978
- Utwory (8–10) nagrano 12 października 1981

## Skład
- Ari Up – śpiew, instr. perkusyjne
- Viv Albertine – gitara, dalszy śpiew
- Tessa Pollitt – gitara basowa, dalszy śpiew
- Palmolive – perkusja (1–7)
- Bruce Smith – perkusja (8–10)
- Steve Beresford – instr. klawiszowe (8–10)
- Neneh Cherry – dalszy śpiew (8–10)
- Sean Oliver – gitara basowa (9)